# Soay (rasa)

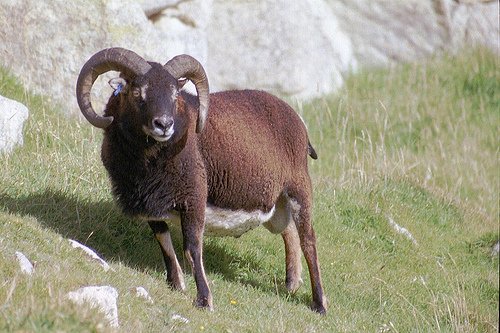
Owca rasy Soay

Soay – rasa owcy domowej (Ovis aries) wywodząca się z odizolowanej populacji prymitywnych owiec dziko żyjących na wyspie Soay (archipelag St Kilda), uznawana za najstarszą i najbardziej prymitywną rasę spośród udomowionych owiec europejskich. Przodkowie rasy Soay zachowali budowę owiec z okresu neolitu. Ich pochodzenie nie jest jednoznacznie wyjaśnione. Badacze uważają, że zostały pozostawione na wyspie Soay w IX lub X w. przez wikingów. W latach 30. XX w. stado ponad stu owiec zostało przeniesione na wyspę Hirta, gdzie od lat 50. XX w. objęto je badaniami naukowymi, zwłaszcza pod kątem zależności pomiędzy ubarwieniem i rozmiarami a płodnością.
Owce rasy Soay charakteryzują się długim, miękkim runem, krótkim ogonem oraz rozmiarami mniejszymi od typowych owiec innych ras. Mają natomiast bardziej zwartą sylwetkę, podobną do śródziemnomorskiego muflona. Osiągają masę ciała 27–32 kg. Rogi samców są masywne, ślimakowato skręcone, u samic są mniejsze lub nie występują. Ubarwienie zwykle ciemnobrązowe lub płowe. Są rasą późno dojrzewającą.
Wełna owiec rasy Soay wykorzystywana była do produkcji tartanu. Mięso jest wysoko cenione ze względu na walory smakowe oraz niską zawartość cholesterolu.